# Elsa Morante
Elsa Morante (Roma, 18 agosto 1912 – Roma, 25 novembre 1985) è stata una scrittrice, saggista, poetessa e traduttrice italiana, tra le più importanti narratrici del secondo dopoguerra. 
Prima donna a essere insignita del Premio Strega nel 1957 con il romanzo L'isola di Arturo, è autrice del romanzo La Storia, che figura nella lista dei cento migliori libri di tutti i tempi, stilata nel 2002 dal Club norvegese del libro. Sua nipote è l'attrice Laura Morante.

## Biografia
Nata a Roma, al n. 7 di via Anicia, Elsa Morante trascorse la sua infanzia nel quartiere popolare del Testaccio. Figlia d'una maestra ebrea, Irma Poggibonsi - o Poggibonzi -, originaria di Modena, e di un impiegato delle poste siciliano, Francesco Lo Monaco; del padre naturale, che lei credeva essere solo il padrino, Morante venne a sapere solo a 14 anni. Elsa alla nascita fu riconosciuta da Augusto Morante, già marito di Irma, e sorvegliante in un istituto di correzione giovanile. Elsa crebbe insieme con i fratelli più piccoli Aldo, Marcello (1916-2005, anche lui scrittore) e Maria (un primo fratello, Mario, morì in fasce prima che lei nascesse), tutti figli dello stesso Lo Monaco. La storia di questa famiglia è un po' particolare, ed è diffusamente narrata nelle memorie autobiografiche di Marcello Morante, intitolate Maledetta Benedetta. Il padre naturale Francesco Lo Monaco morì suicida nel 1943.

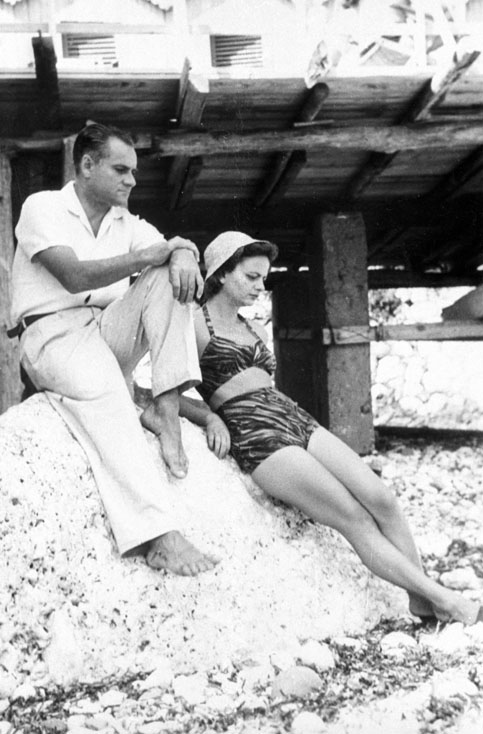
Elsa Morante e Alberto Moravia a Capri.

Elsa Morante incominciò giovanissima a scrivere filastrocche e favole per bambini, poesiole e racconti brevi, che a partire dal 1933, e fino all'inizio della seconda guerra mondiale, furono via via pubblicati su vari periodici di diversa natura, tra i quali si devono ricordare il Corriere dei Piccoli, il Meridiano di Roma, I diritti della scuola (sul quale, tra l'altro, uscì in 29 puntate, tra il 1935 e il 1936, il racconto lungo, o romanzo breve, Qualcuno bussa alla porta), e soprattutto Oggi (diretto da Mario Pannunzio e Arrigo Benedetti, sul quale Elsa scrisse anche con degli pseudonimi maschili: certamente con quello di Antonio Carrera e forse, ma è meno certo, con quello di Renzo o Lorenzo Diodati). Collaborò anche con la rivista L'Eroica, diretta da Ettore Cozzani, dove tra il 1931 e il 1937 pubblicò quattro poesie decadentistiche e un racconto, Il bambino ebreo, recentemente ritrovati e riproposti dallo studioso Marco Bardini.
Il suo primo libro fu proprio una raccolta di racconti giovanili, Il gioco segreto, pubblicato nel 1941 da Garzanti. Questo fu seguito, nel 1942, da un libro per ragazzi, intitolato Le bellissime avventure di Caterì dalla trecciolina, pubblicato da Einaudi (il libro è corredato da illustrazioni eseguite dalla scrittrice stessa; parzialmente riscritto, la Einaudi ne pubblicò una versione accresciuta nel 1959, con il titolo Le straordinarie avventure di Caterina).
Per mezzo del pittore Giuseppe Capogrossi, nel 1936 Morante conobbe lo scrittore Alberto Moravia, che sposò il 14 aprile 1941. Insieme, i due incontrarono e frequentarono i massimi scrittori e uomini di pensiero italiani del Dopoguerra, tra cui Pier Paolo Pasolini (con il quale Morante rimase a lungo in amicizia, prima del loro definitivo allontanamento, avvenuto intorno al 1971), Umberto Saba, Attilio Bertolucci, Giorgio Bassani, Sandro Penna, Enzo Siciliano.
Durante la seconda guerra mondiale, in seguito all'armistizio dell'8 settembre 1943, per sfuggire all'arresto da parte dei nazifascisti, Morante e Moravia lasciarono Roma ormai occupata dai tedeschi, e presero un treno per Napoli. Impossibilitati a proseguire il viaggio per i danni alla rete ferroviaria, scesero a Fondi, un paesino in provincia di Latina, a pochi chilometri dal mare, dove si rifugiarono, aiutati dai contadini. Quei luoghi appariranno nel celebre romanzo La ciociara di Moravia, mentre Morante ne parla nel romanzo La Storia.

Elsa Morante con Bernardo Bertolucci, Adriana Asti e Pier Paolo Pasolini.

Oltre ad avviare la stesura di Menzogna e sortilegio, durante questo periodo incominciò a tradurre il diario (Scrapbook) di Katherine Mansfield. Dopo la fine della guerra, Morante e Moravia incontrarono il traduttore statunitense William Weaver, che li aiutò a raggiungere il pubblico statunitense.
Per il tramite di Natalia Ginzburg, Morante pubblicò il suo primo romanzo, Menzogna e sortilegio, presso Einaudi nel 1948. Grazie al sostegno del critico Giacomo Debenedetti, quello stesso anno il libro vinse il Premio Viareggio, condividendolo con Aldo Palazzeschi. Il romanzo fu poi pubblicato negli Stati Uniti col titolo House of Liars nel 1951 (tradotto da Adrienne Foulke e Andrew Chiappe per interesse di William Weaver, il quale poi avrebbe tradotto La Storia e Aracoeli). Morante tuttavia non fu soddisfatta di questa traduzione, che aveva inferto all'originale tagli per circa 150 pagine.
Gli anni successivi a Menzogna e sortilegio furono caratterizzati da un accentuato interesse per il cinema, che anche in seguito non venne abbandonato. Del 1949 fu un primo progetto a quattro mani con Alberto Lattuada, con il quale Morante scrisse il trattamento per un film che si sarebbe dovuto intitolare Miss Italia; e del 1952 fu un secondo progetto con Franco Zeffirelli per un film dal titolo Verranno a te sull'aure... Ma nessuno dei due film venne realizzato. Il film Miss Italia, che Duilio Coletti diresse nel 1950 con Gina Lollobrigida come protagonista, è completamente diverso dal progetto precedente, e fu realizzato dopo che il produttore Carlo Ponti aveva respinto il trattamento Lattuada-Morante, ritenuto poco commerciale
Tra il 1951 e il 1952 Morante tenne alla radio anche una rubrica di critica cinematografica, che si concluse con le sue dimissioni a causa di un atto di censura subito dalla dirigenza RAI. L'interesse per il cinema, comunque, non scemò, anzi si rafforzò grazie all'amicizia con Pasolini. Morante fece un'apparizione, un breve cameo nel ruolo di una detenuta, nel film Accattone, del 1961; inoltre, fu quasi sempre accanto a Pasolini durante la lavorazione dei suoi film degli anni sessanta. Fu presente sul set di Il Vangelo secondo Matteo in qualità di aiuto-regista (non accreditata), e collaborò spesso, in forma anonima, alla realizzazione delle colonne sonore di questi film; l'unica colonna sonora che le sia stata accreditata, però, è quella di Medea (1969). Infine, di Morante sono le parole della ballata che un giullare canta, sulle note di Nino Rota, nel film Romeo e Giulietta (1968) di Franco Zeffirelli.
Il successivo romanzo di Morante, L'isola di Arturo, uscì in Italia nel 1957, sempre per Einaudi, riscuotendo grande successo di pubblico e di critica (e vincendo il Premio Strega). Nel 1962 ne fu tratto anche un film omonimo, diretto da Damiano Damiani. Nel 1958, presso Longanesi, uscì la raccolta di 16 poesie Alibi, che comprende, oltre alla lirica del titolo e le varie altre poesie che erano già state incluse all'interno dei romanzi Menzogna e sortilegio e L'isola di Arturo, anche la poesia Avventura, già uscita su Botteghe Oscure nel 1951 con il titolo L'avventura.
Durante i primi anni Sessanta la scrittrice allestì una seconda raccolta di racconti, pubblicata da Einaudi nel 1963: Lo scialle andaluso, in cui confluirono alcuni dei racconti già pubblicati nel Gioco segreto, assieme ad altri più recenti. Nel 1965 pubblicò, dopo averla presentata in più occasioni a Torino, Milano e Roma, la conferenza Pro o contro la bomba atomica. Breve saggio di grande impegno morale, è il testo in cui Morante espose con maggior coraggio e chiarezza la sua poetica: la poesia mantiene viva la realtà, e sconfigge l'irrealtà.
Morante e Moravia si separarono nel 1961, senza però mai divorziare. Qualche anno prima Morante aveva avuto una burrascosa relazione con il regista Luchino Visconti, e in quei primi anni sessanta si era legata al pittore newyorkese Bill Morrow (1936-1962), che morì precipitando da un grattacielo. Suoi amici di quegli anni furono il critico Cesare Garboli e l'attore Carlo Cecchi (i quali saranno poi i curatori delle sue Opere ne «I Meridiani» di Arnoldo Mondadori Editore).
Gravemente colpita dal lutto per la morte di Morrow, Morante continuò a scrivere, sebbene sporadicamente, lavorando in quegli anni a un romanzo che però non vide mai la luce: Senza i conforti della religione. Nel 1968 pubblicò Il mondo salvato dai ragazzini, una raccolta, o un canzoniere, che unisce in modo originale forme di poesia tradizionale, canzoni, un atto unico teatrale (La commedia chimica, ispirata alle sue sperimentazioni con LSD e altri psichedelici), favolette morali. Poi, a partire dal 1971, riprendendo alcuni personaggi e temi dal vecchio progetto di Senza i conforti della religione, avviò la stesura del romanzo La Storia. Il libro, ambientato a Roma durante la seconda guerra mondiale, uscì nel 1974 (per volere della scrittrice fu pubblicato direttamente in edizione economica, nella collana einaudiana de "Gli struzzi") ed ebbe subito un grande successo di vendite e fama internazionale; ma ricevette anche attacchi spietati da parte di molti critici militanti, sia di destra sia di sinistra. Editor del libro La Storia, presso la casa editrice Einaudi, fu Elena De Angeli. Ne furono realizzate due trasposizioni televisive: una da Luigi Comencini nel 1986 con Claudia Cardinale, mentre l'altra nel 2024 da Francesca Archibugi con Jasmine Trinca.
L'ultimo romanzo di Morante fu Aracoeli, pubblicato sempre da Einaudi nel 1982, per il quale, nel 1984, ottenne il Prix Médicis. Poco prima della fine della stesura del romanzo, cadendo, si procurò una frattura al femore, che la costrinse lungamente a letto. Dopo l'uscita del libro scoprì di essere gravemente ammalata; tentò il suicidio nel 1983, ma fu salvata in extremis dalla sua governante, Lucia Mansi. Ricoverata in clinica, fu sottoposta a una complessa operazione chirurgica, che però non le giovò molto. Morì nel 1985 a seguito di un infarto; aveva 73 anni.
A parte i due citati volumi di Opere, usciti nei Meridiani di Mondadori, alcuni testi sono stati pubblicati postumi: come ad esempio il diario onirico del 1938 Lettere ad Antonio, pubblicato proprio con il titolo Diario 1938, da Einaudi nel 1989. Nel 2002 sono stati raccolti, a cura di Irene Babboni e Carlo Cecchi, alcuni Racconti dimenticati: il volume riprende i 14 racconti de Il gioco segreto esclusi da Lo scialle andaluso, e alcuni altri racconti dispersi su varie riviste, oltre a dodici brevi fantasie infantili e a un inedito. Tali fantasie infantili (portate a quindici) sono state poi pubblicate autonomamente nel 2013 da Einaudi con il titolo Aneddoti infantili. Sono una serie di raccontini para-autobiografici che la scrittrice pubblicò tra il 1939 e il 1940 nella rubrica Il giardino d'infanzia del settimanale Oggi.
Nel 2012 è uscita una raccolta di corrispondenze di Elsa Morante, composta da 596 lettere, dal titolo L'amata, a cura del nipote Daniele Morante, con la collaborazione di Giuliana Zagra. I suoi manoscritti sono conservati alla Biblioteca Nazionale Centrale di Roma, che ha ospitato due mostre dedicate alla scrittrice: la prima nel 2006 (Le stanze di Elsa) e la seconda nel 2012 (Santi, Sultani e Gran Capitani in camera mia).

## Opere

### Raccolte
- Opere I, a cura di Carlo Cecchi e Cesare Garboli, Collana I Meridiani, Mondadori, Milano, 1988. (Contiene: Menzogna e sortilegio, L'isola d'Arturo, Alibi, Lo scialle andaluso, appendice da Il gioco segreto);
- Opere II, a cura di Carlo Cecchi e Cesare Garboli, Collana I Meridiani, Mondadori, Milano, 1990. (Contiene: Il mondo salvato dai ragazzini, La Storia, Aracoeli, Pro e contro la bomba atomica, Lettere ad Antonio[10]).

### Romanzi
- Menzogna e sortilegio, Torino, Einaudi, 1948.
- L'isola di Arturo, Torino, Einaudi, 1957.
- La Storia, Torino, Einaudi, 1974.
- Aracoeli, Torino, Einaudi, 1982.

### Racconti
- Il gioco segreto, Milano, Garzanti, 1941. Contiene venti racconti:
  - L'uomo dagli occhiali (pubblicato sul Meridiano di Roma, 25 aprile 1937)
  - La nonna (pubblicato sul Meridiano di Roma, 1º e 8 agosto 1937)
  - Via dell'Angelo (pubblicato sul Meridiano di Roma, 14 agosto 1938)
  - Il gioco segreto (pubblicato sul Meridiano di Roma, 13 giugno 1937)
  - Il compagno (pubblicato su Oggi, 2 novembre 1940)
  - Cane (pubblicato con il titolo Il mio cane su Oggi, 30 settembre 1939)
  - Una storia d'amore (pubblicato con il titolo Il filtro d'amore su Oggi, 14, 21 e 28 ottobre 1939)
  - Il cocchiere (pubblicato su Oggi, 11 novembre 1939)
  - Lo scolaro pallido (pubblicato su Il Selvaggio, 15 novembre 1939)
  - Innocenza (pubblicato su Oggi, 25 novembre 1939)
  - L'Anima (pubblicato su Oggi, 9 dicembre 1939)
  - Appuntamento (pubblicato su Oggi, 30 dicembre 1939)
  - I due zaffiri (pubblicato su Oggi, 27 aprile 1940)
  - La pellegrina (pubblicato su Panorama, 12 agosto 1940)
  - I gemelli (pubblicato in due puntate su Oggi, 14 e 21 dicembre 1940)
  - Il cavallo dell'ortolano (pubblicato su Il tesoretto, novembre 1940)
  - Il confessore (pubblicato su Prospettive, 15 ottobre 1940)
  - Un uomo senza carattere (pubblicato su Oggi, 28 giugno 1941)
  - Il barone (pubblicato con il titolo Il matrimonio del barone su Oggi, 17 e 24 maggio 1941)
  - Frivolo aneddoto sulla Grazia (pubblicato su Beltempo, 1940-41)
- Le bellissime avventure di Caterì dalla Trecciolina, testo e disegni dell'autore, Torino, Einaudi, 1942; 1995; poi riveduto e ampliato come Le straordinarie avventure di Caterina, ivi, 1959; 1969; 2007. Contiene tredici racconti:
  - Paoletta diventò principessa (pubblicato su Corriere dei Piccoli, 12 febbraio 1933)
  - La casina che non c'è più (pubblicato su Corriere dei Piccoli, 26 febbraio 1933)
  - La storia dei bimbi e delle stelle (pubblicato su Corriere dei Piccoli, 5 marzo-30 aprile 1933)
  - Storia di una povera Caroluccia (pubblicato su Corriere dei Piccoli, 9 luglio 1933)
  - La casa dei sette bambini (pubblicato su Corriere dei Piccoli, 29 ottobre 1933)
  - Il sogno delle cento culle (pubblicato su Il Cartoccino dei Piccoli, 18 marzo 1934)
  - Rosettina alla finestra (pubblicato su Il Cartoccino dei Piccoli, 25 marzo 1934)
  - Ninna nanna della vecchietta (pubblicato su Il Cartoccino dei Piccoli, 13 maggio 1934)
  - La storia di Giovannola (pubblicato su Corriere dei Piccoli, 10 febbraio 1935)
  - Un negro disoccupato (pubblicato su Il Cartoccino dei Piccoli, 12 maggio 1935; ristampato in I diritti della scuola, 15 gennaio 1939)
  - Piuma mette k.o. l'amico Massimo (pubblicato su Corriere dei Piccoli, 22 settembre 1935)
  - Il soldato del re (pubblicato su Corriere dei Piccoli, 27 giugno 1937)
  - Il mondo Marte è cascato (pubblicato su Oggi, 4 novembre 1939; ristampato in Pioniere, 25 dicembre 1960, e in Linea d'ombra, n. 18, maggio 1987)
- Lo scialle andaluso, Torino, Einaudi, 1963. Contiene dodici racconti:
  - Il ladro dei lumi (1935, inedito)
  - L'uomo dagli occhiali (1936, già pubblicato nella raccolta Il gioco segreto)
  - La nonna (1937, già pubblicato nella raccolta Il gioco segreto)
  - Via dell'Angelo (1937, già pubblicato nella raccolta Il gioco segreto)
  - Il gioco segreto (1937, già pubblicato nella raccolta Il gioco segreto)
  - Il compagno (1938, già pubblicato nella raccolta Il gioco segreto)
  - Andurro e Esposito (due racconti pubblicati su Oggi con i titoli La giornata, in data 18 maggio 1940 e Il battesimo, in data 30 novembre 1940)
  - Il cugino Venanzio (pubblicato su Oggi, 14 settembre 1940)
  - Un uomo senza carattere (1941, già pubblicato nella raccolta Il gioco segreto)
  - Il soldato siciliano (pubblicato su L'Europeo, anno I, n. 6, 9 dicembre 1945)
  - Donna Amalia (1950, pubblicato su Il Veltro, n. 5-6, agosto-settembre 1957, frammento del romanzo, mai pubblicato, Nerina)
  - Lo scialle andaluso (1951, pubblicato in Botteghe Oscure, n. 11, 1953 e poi nel volume collettaneo Racconti italiani, Milano, Lerici, 1958)
- Racconti dimenticati, a cura di Irene Babboni e Carlo Cecchi, presentazione di Cesare Garboli, Torino, Einaudi, 2002. Oltre ai quattordici racconti de Il gioco segreto esclusi da Lo scialle andaluso, contiene racconti e novelle pubblicati su giornali e riviste negli anni 1937-1947, più una scelta dagli Aneddoti infantili e un racconto inedito ritrovato fra le carte dell'autrice:
  - Due sposi molto giovani (pubblicato su I diritti della scuola, 10 agosto 1937)
  - La vecchia (pubblicato su I diritti della scuola, 5 dicembre 1937)
  - Il fratello maggiore (pubblicato su I diritti della scuola, 30 gennaio 1938)
  - Il viaggio (pubblicato su I diritti della scuola, 20 settembre 1938)
  - Il figlio (pubblicato su Meridiano di Roma, 2 e 9 aprile 1939)
  - La signora giovane (pubblicato su I diritti della scuola, 8 giugno 1939)
  - Le due sorelle (pubblicato su Oggi, 16 settembre 1939)
  - Infanzia (pubblicato su I diritti della scuola, 30 ottobre 1939)
  - Il gomitolo (pubblicato su Storie di ieri e di oggi, 30 dicembre 1939)
  - Peccato originale (pubblicato su Meridiano di Roma, 14 gennaio 1940)
  - Il corriere (pubblicato su Oggi, 24 febbraio 1940)
  - La matrigna (pubblicato su Oggi, 30 marzo 1940)
  - La moglie brutta (pubblicato su I diritti della scuola, 30 marzo 1940)
  - La moglie di Antonio (pubblicato su Il popolo di Roma, 8 giugno 1940)
  - La lezione privata (pubblicato su Oggi, 24 agosto 1940)
  - Le ambiziose (versione ampliata e corretta del racconto pubblicato su Oggi, 6 dicembre 1941)
  - Ricordo di un giovane poco adatto alla vita (pubblicato su Illustrazione Igea, anno III, n. 11, marzo-giugno 1960, versione ampliata del racconto La scala Santa pubblicato su Oggi, 4 ottobre 1941)
  - Tempo di pace (pubblicato con il titolo Mia moglie, in L'Europeo, anno III, n. 1, 5 gennaio 1947, e ripubblicato in Racconti italiani 1965, Reader's Digest)
  - Aneddoti infantili (scelta di dodici racconti apparsi su Oggi nel 1939-40 nella rubrica «Giardino d'infanzia»)
  - Peccati (racconto inedito ritrovato fra le carte dell'autrice)
- Aneddoti infantili, Torino, Einaudi, 2013. Contiene quindici racconti giovanili apparsi sulla rivista Oggi nel 1939-40 nella rubrica «Giardino d'infanzia»:
  - Prima della classe (Oggi, 17 giugno 1939)
  - I miei vestiti (Oggi, 8 luglio 1939)
  - Il fratello minore (Oggi, 15 luglio 1939)
  - L'istitutrice (Oggi, 22 luglio 1939)
  - Lettere d'amore (Oggi, 29 luglio 1939)
  - I peccati (Oggi, 12 agosto 1939)
  - Patrizi e plebei (Oggi, 19 agosto 1939)
  - Strani equipaggi (Oggi, 2 settembre 1939)
  - Ingresso in società (Oggi, 23 settembre 1939)
  - Il mondo Marte è cascato (Oggi, 4 novembre 1939, ristampato in Pioniere, 25 dicembre 1960, e in Linea d'ombra, n. 18, maggio 1987)
  - Domestiche (Oggi, 18 novembre 1939)
  - Nostro fratello Antonio (Oggi, 2 dicembre 1939)
  - I vecchi avari (Oggi, 23 dicembre 1939)
  - Fioretti (Oggi, 6 gennaio 1940)
  - Il primo amore (Oggi, 20 gennaio 1940)

### Poesia
- Alibi, Milano, Longanesi, 1958; Milano, Garzanti, 1988; in Appendice: Quaderno inedito di Narciso, Collana Supercoralli, Torino Einaudi, 2004, ISBN 978-88-061-7044-8; Collana ET Poesia, Einaudi, 2012.
- Il mondo salvato dai ragazzini e altri poemi, Torino, Einaudi, 1968, Premio Brancati[11] 2006-2022.

### Saggi e interventi
- Pro o contro la bomba atomica e altri scritti, Collana Piccola Biblioteca n.201, Milano, Adelphi, 1987. Contiene:
  - Rosso e bianco (sette articoli pubblicati su "Il Mondo" nel 1950-51: "La Gloria, Erostrato e lo sposo lunatico"; "Difesa di una certa frivolezza nell'abito virile, contro i pericoli dell'austerità"; "I personaggi"; "I tre Narcisi"; "Il paradiso terrestre"; "Rileggendo Guerra e pace"; "Alcuni esercizi preparatori per la prossima Quaresima").
  - Il poeta di tutta la vita (saggio su Umberto Saba apparso nel "Notiziario Einaudi", VI, n. 1, aprile 1957 e su "Il Punto", 31 agosto 1957).
  - Sul romanzo (pubblicato su "Nuovi Argomenti", n. 38/39, maggio-agosto 1959).
  - Sull'erotismo in letteratura (pubblicato su "Nuovi Argomenti", n. 51/52, luglio-ottobre 1961).
  - Navona mia (pubblicato su "L'illustrazione italiana", 89, n. 2, febbraio 1962).
  - Pro o contro la bomba atomica (conferenza letta ai teatri Carignano di Torino, Manzoni di Milano ed Eliseo di Roma nel febbraio 1965, pubblicata da "L'Europa Letteraria", VI, n. 34, marzo-aprile 1965 e ristampata in "Linea d'ombra", dicembre 1984).
  - Il beato propagandista del Paradiso (introduzione al volume Beato Angelico, Milano, Rizzoli, 1970).
- Piccolo manifesto e altri scritti, Milano, Linea d'ombra, 1988.
- Pagine di diario, in "Paragone letteratura", 39 (1988), n.s., n. 7 (456), pp. 3-16 (contiene una nota del 1945 sulla morte di Mussolini e una lettera incompiuta alla Brigate Rosse dopo il rapimento di Aldo Moro).
- Diario 1938, a cura di Alba Andreini, Torino, Einaudi, 1989-2022. (diario onirico noto anche con il titolo Lettere ad Antonio e Libro dei sogni).
- Piccolo manifesto dei comunisti (senza classe né partito). Lettera alle Brigate Rosse, con una nota di Goffredo Fofi, Roma, Nottetempo, 2004.
- Catullo e Lesbia, a cura di Goffredo Fofi, Milano, Henry Beyle, 2013. (testo originariamente pubblicato nell'antologia Storie d'amore, Torino, Edizioni Radio Italiana, 1950).
- La vita nel suo movimento. Recensioni cinematografiche 1950-1951, a cura di Goffredo Fofi, Torino, Einaudi, 2017.

### Teatro
- La serata a Colono. Parodia, Collezione di teatro, Torino, Einaudi, 2013, ISBN 978-88-062-1503-3 (testo pubblicato originariamente ne Il mondo salvato dai ragazzini).

## Programmi radiofonici Rai
- Pomeriggio letterario, a cura di Raffaele La Capria, Menzogna e sortilegio, di Elsa Morante, trasmessa il 29 ottobre 1948.

### Lettere
- Marta o Maria e Pranzo di Natale, in "Linea d'ombra", n. 13, 1986, pp. 5-6 (due lettere a Goffredo Fofi).
- L'amata. Lettere di e a Elsa Morante, a cura di Daniele Morante con la collaborazione di Giuliana Zagra, Torino, Einaudi, 2012 (contiene 596 lettere)
- Pranzo di Natale, con una nota di Goffredo Fofi, Milano, Henry Beyle, 2014.

### Traduzioni
- Katherine Mansfield, Il libro degli appunti 1905-1922, Milano, Rizzoli, 1945; nel volume Il meglio di Katherine Mansfield, Milano, Longanesi, 1957; col titolo Quaderno d'appunti, Milano, Feltrinelli, 1979, 2012; Milano, SE, 2011.

## Riconoscimenti
A Elsa Morante è intitolata la biblioteca comunale del Municipio X a Ostia. Sempre a Roma è stato aperto il Centro culturale Elsa Morante in piazza Elsa Morante.